# Rhyacophila zhiltsovae
Rhyacophila zhiltsovae là một loài Trichoptera trong họ Rhyacophilidae. Chúng phân bố ở miền Cổ bắc.